# Nicolás Cambiasso
Nicolás Carlos Cambiasso Deleau (Buenos Aires, Argentina, 2 de marzo de 1978) es un exfutbolista profesional, analista deportivo y actual dirigente deportivo argentino que se desempeñaba como arquero. Actualmente desde el 29 de noviembre de 2019, se desempeña como presidente del All Boys, del cual es hincha e ídolo indiscutido y arquero con más presencias. También es analista deportivo en televisión.

## Biografía y vida personal
Nació en Villa del Parque, barrio donde vive actualmente. Es hincha fanático, excapitán y exjugador de All Boys. A los 10 años jugaba en Club Parque, un club situado en el corazón de Villa del Parque, dicho barrio cuenta con mucha historia escrita por su familia paterna. Al mismo tiempo jugaba en las categorías inferiores de Argentinos Juniors donde compartió equipo con jugadores como Juan Román Riquelme, Mariano Herrón y Cristian Ledesma entre otros. En 1988 estudió en el Colegio Cardenal Copello de Villa Devoto, que tiene un Campo de deportes en Martín Coronado, a pocos metros de donde el destino lo traería a entrenar con el primer equipo de All Boys. En 1996 cuando tenía 17 años, el Real Madrid se fija en él y en su hermano Esteban Cambiasso, y ficha a ambos para jugar en el Castilla, filial del club Merengue. Tras un conflicto legal de Argentinos Juniors contra el club merengue, la FIFA da la razón al equipo argentino y lo indemniza por cerca de 2 millones de dólares
Hijo de Ida Deleau y Carlos Cambiasso, terminó la secundaria y comenzó tres veces Economía. Pero dejó las tres veces por diversos motivos. En la actualidad retomó la cursada.
Es el hermano mayor del futbolista Esteban Cambiasso y esposo de María Julia Nolo Pedrat, madre de sus dos hijas mellizas: Pilar y Josefina. Formó parte del programa Hablemos de Fútbol emitido por ESPN en Latinoamérica junto a los exfutbolistas Jorge Bermúdez, Pablo Lavallén, el ex rugbier Raúl Taquini, los relatores Jorge Barril y Germán Sosa, los periodistas Eduardo Caimi y Rodrigo Villalonga y al conductor Enrique Sacco.

### Características de juego
Reconocía el juego, se anticipaba a la jugada, y reconocía a los rivales para saber qué podían hacer para convertir un gol. No era muy rápido pero suplantaba esa carencia con ubicación al intentar ser perseverante. Desmoralizaba mucho más al delantero y fortalecía a los defensores.

## Trayectoria
En 1995 comenzó su carrera como arquero en el Real Madrid Castilla junto a su hermano Esteban y quedó en la lista de Argentinos que vistieron la camiseta del Real Madrid. Jugó en el club español hasta 1999, año en el que regresó a Argentina para jugar en El Porvenir, que en ese momento se encontraba en la Primera B Nacional.
Allí estuvo hasta el 2002. En dicho año, fue transferido a Defensores de Belgrano, que jugaba en la misma categoría. Un año más tarde, en el 2003, viajó a Bahía Blanca para formar parte de Olimpo. Estuvo en el plantel que descendió a la Primera B Nacional en el 2006. Tras su paso por el club Aurinegro, fue fichado por All Boys en el 2007, cuando el Albo estaba en la Primera B. Allí, se consolidó como arquero titular y logró coronarse campeón en la temporada 2007/08 con holgura y lograr así el ascenso a la Primera B Nacional, siendo el arquero con menos goles recibidos durante el torneo: solo 29 tantos encajados. Continuando su carrera en el Albo, disputó las temporadas 2008/09 y 2009/10 de la Primera B Nacional. En esta última, su equipo terminó en cuarto lugar, logrando disputar la promoción frente a Rosario Central. Tras un 1-1 de local, All Boys sorprendió con un contundente 3-0 de visitante, con Nicolás Cambiasso como titular en ambos encuentros. De esa manera, el  arquero logró por primera vez un ascenso a Primera División. El 28 de mayo de 2011, ante Quilmes, sumó 173 partidos en el arco de All Boys y superó por uno a Carmelo Borzi. Así se quedó con el récord de presencias para un arquero en el club Blanquinegro. En el Clausura 2012 logró la mejor campaña de El Albo en primera división con 33 puntos, saliendo en el 3º puesto junto a Boca Juniors y Vélez Sarsfield (5º por diferencia de goles) con la valla menos vencida y fue premiado con el Premio Ubaldo Matildo Fillol.
Por la fecha 8 de la Primera B Nacional 2014 Cambiasso llegó a los 300 partidos jugados con la camiseta de All Boys frente a Independiente de Mendoza.
Por la fecha 21, una vez finalizado el encuentro frente a 
Huracán se le brindó un homenaje debido a que la semana anterior había confirmado su retiro de la actividad profesional. El mismo contó con un video mostrando sus grandes actuaciones junto con 
mensajes de sus familiares. Luego se lo sorprendió con la 
inauguración de un Sector en la Tribuna sobre la calle Miranda que llevará su nombre. Esto impulsó más a la emoción y satisfacción de Cambiasso. El público se 
rompió las palmas para agradecer todo lo hecho por el arquero y el mismo 
retribuyó con agradecimiento junto a sus familiares.
Debido a la crisis económica que atravesaba el club el arquero expresó sus emociones de la siguiente manera:

"Me voy de una manera de la que no hubiese querido, pero el cariño de la gente es eterno. Soy un hincha, como ellos, que tuvo la posibilidad de vestir estos colores".
Nicolas Cambiasso, luego del encuentro ante Huracán (1 de diciembre de 2014)

Por la fecha 22 defendió el arco por última vez frente a Sarmiento de Junín, donde el equipo de Floresta se impuso 1 a 0 en Estadio Eva Perón. Así Nicolás Cambiasso le dijo adiós a su carrera de futbolista profesional.

## Clubes
| Club                   | País      | Año         | PJ  |
| ---------------------- | --------- | ----------- | --- |
| Real Madrid Castilla   | España    | 1995 - 1999 | 8   |
| El Porvenir            | Argentina | 1999 - 2002 | 33  |
| Defensores de Belgrano | Argentina | 2002 - 2003 | 13  |
| Olimpo                 | Argentina | 2003 - 2006 | 24  |
| All Boys               | Argentina | 2007 - 2014 | 313 |

## Partidos enAll Boys
- Es el arquero con más partidos en la historia de All Boys.
- Es el 3º futbolista con más partidos en la historia de All Boys, por debajo de Fernando Sánchez (357) y Carlos Pol (327).

| División         | Años               | PJ  | GR  | Prom. |
| ---------------- | ------------------ | --- | --- | ----- |
| Primera División | 2010 - 2014        | 151 | 172 | 1,14  |
| Segunda División | 2008 - 2010 y 2014 | 96  | 103 | 1,07  |
| Tercera División | 2007 - 2008        | 61  | 59  | 0,97  |
| Copa Argentina   | 2012 - 2013        | 5   | 3   | 0,60  |
| Total            | 2007 - 2014        | 313 | 337 | 1,08  |

## Palmarés
| Título                     | Club     | País      | Año     |
| -------------------------- | -------- | --------- | ------- |
| Primera B                  | All Boys | Argentina | 2007/08 |
| Ascenso a Primera División | All Boys | Argentina | 2010    |

## Distinciones individuales
| Distinción                     | Año  |
| ------------------------------ | ---- |
| Premio Ubaldo Matildo Fillol   | 2012 |
| Premio Jorge Newbery de Bronce | 2012 |